# Palazzo Brancaleone Grillo
Il palazzo Brancaleone Grillo, anche detto Palazzo dei Serra, è un edificio storico italiano, sito in vico delle Mele 6, nel centro storico di Genova. È uno dei Palazzi dei Rolli che furono designati, al tempo della Repubblica di Genova, a ospitare gli ospiti di alto rango durante le visite di stato per conto del governo genovese.
Dal 1923 è sottoposto a vincolo di tutela da parte della soprintendenza.

## Storia e descrizione
Brancaleone Grillo ambasciatore del papa e del re di Spagna, fece costruire il palazzo a metà del XV secolo, nel luogo dove si trovava una precedente domus magna della famiglia. È un edificio di grandi dimensioni rispetto ai canoni della Genova tardomedievale e inedito per la scelta di ricucire le case attorno a un cortile angolare.
L'introduzione della scala loggiata, che si ripete in altri palazzi coevi (delle famiglie Doria, Spinola e Centurione), guadagnando aria e luce con un corpo più basso, mostrano l'intuito creativo e ambientale di quei magistri antelami che tanta parte hanno avuto nell'edilizia genovese.
L'unitarietà dell'intervento lombardo è evidente nella cordonatura che contorna il portale, la balaustra delle scale e gli anelli delle colonne che sostengono gli archi del cortile interno. La balaustra a "colonnelli", ossia pilastrini con capitello, è un raro esempio di balaustra quattrocentesca originale. Secondo lo storico Federico Alizeri il portale con il bassorilievo raffigurante San Giorgio e il drago fu commissionato proprio in quegli anni ai fratelli Gagini. Studi di Aldo Galli hanno attribuito ai maestri caronesi, Filippo Solari e Andrea Da Ciona, il portale del palazzo di Brancaleone Grillo.
Acquistato nel 1496 da Luca Spinola, entrerà nei rolli di Genova dal 1576 con Nicolò Spinola.
L'espansione del piano nobile su vico delle Mele e gli affreschi degli appartamenti (in parte scialbati) ad opera di Luca Cambiaso, Nozze di Amore e Psiche e Storie di Marco Antonio e di Lazzaro Tavarone, La raccolta della manna, trasformano l'immagine del palazzo. La Madonna con putto (forse una copia) posta nel cortile e il bassorilievo in facciata con San Giovanni nel deserto che presenta a Dio la famiglia sono anteriori al XVI secolo.
Nel 2007, all'interno dell'edificio sono state girate alcune scene del film di Silvio Soldini Giorni e nuvole, con protagonisti Antonio Albanese e Margherita Buy.

## Galleria d'immagini

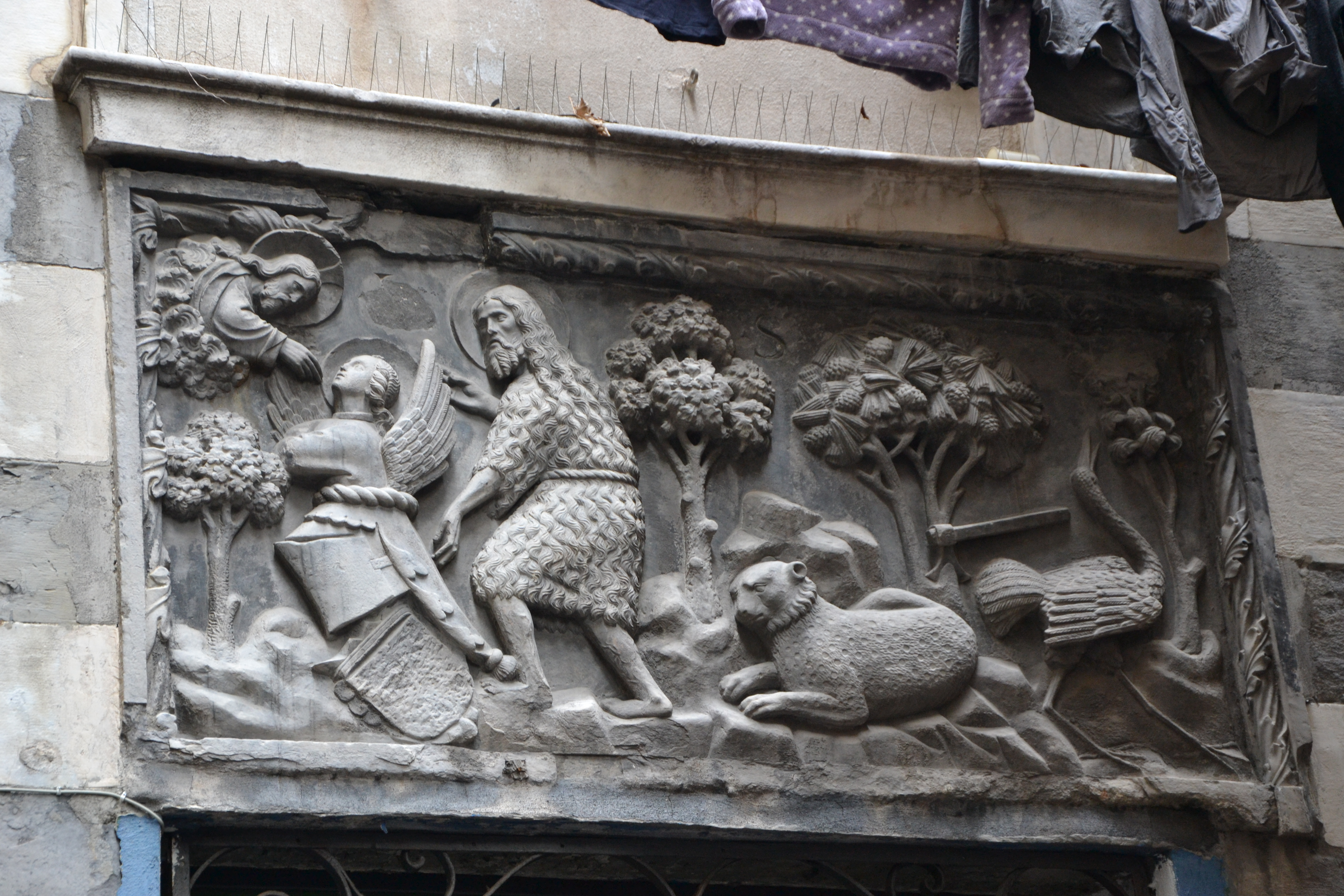
bassorilievo in facciata con San Giovanni nel deserto che presenta a Dio la famiglia, XV secolo
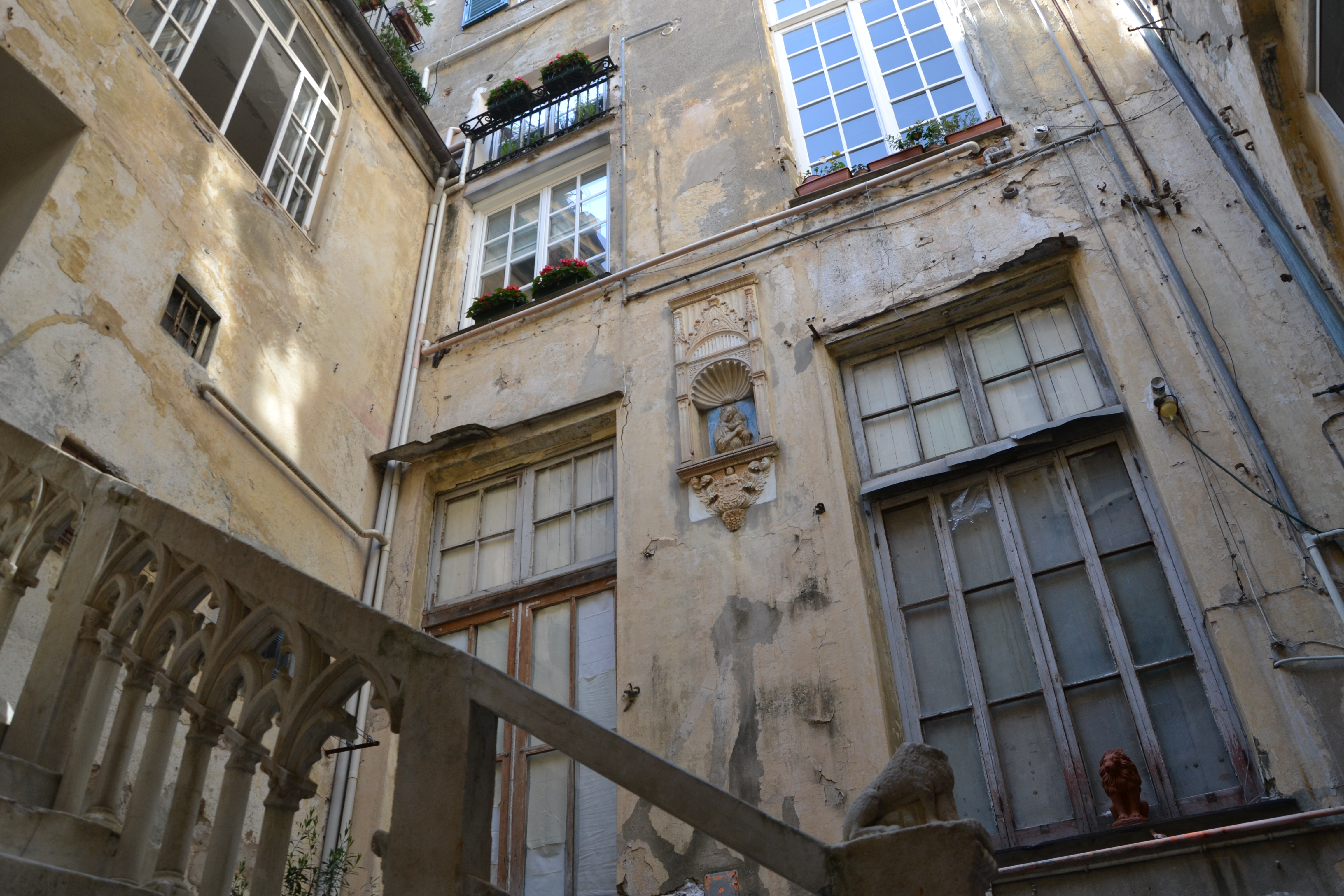
Cortile interno
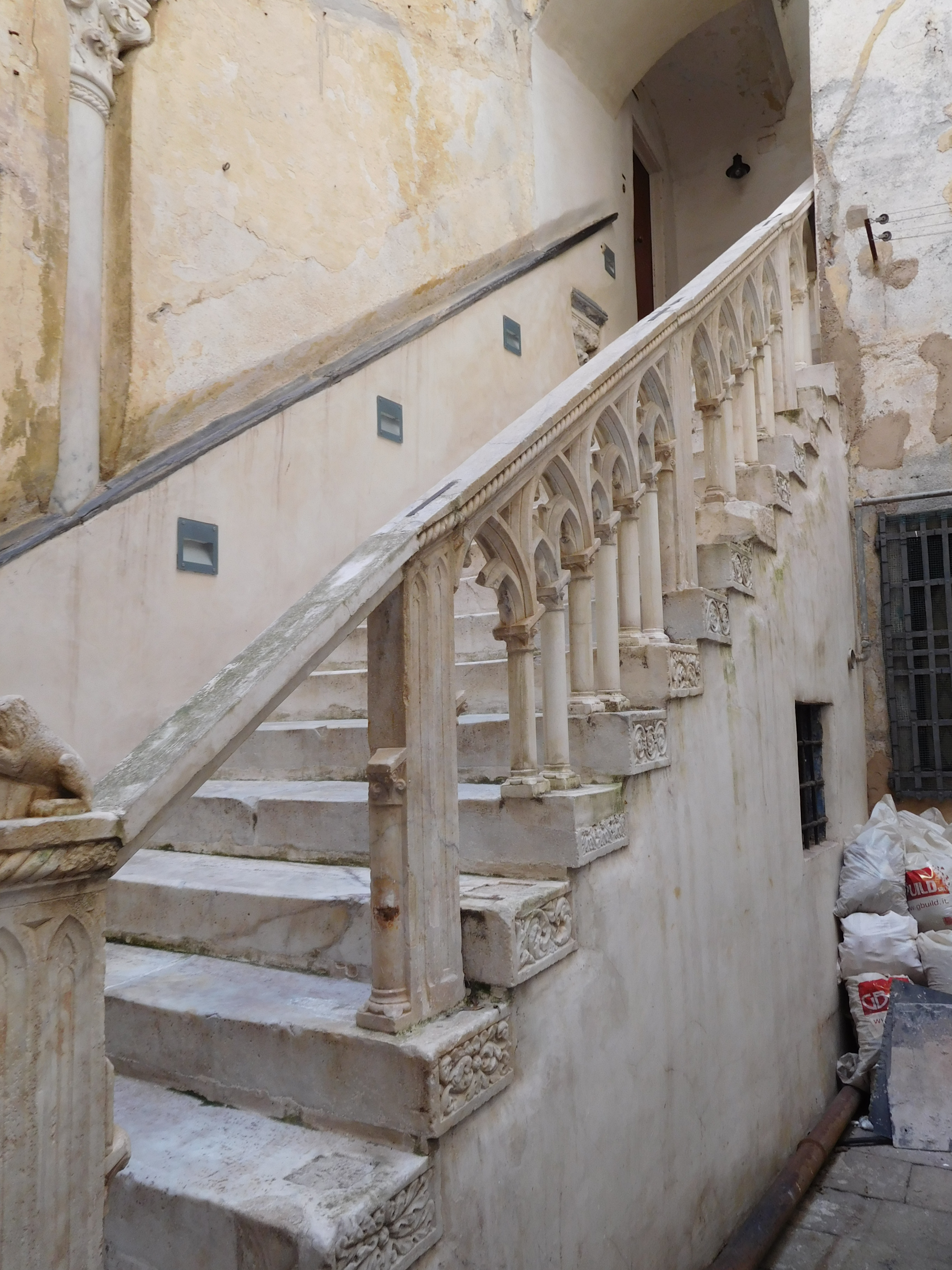
balaustra delle scale, XV secolo
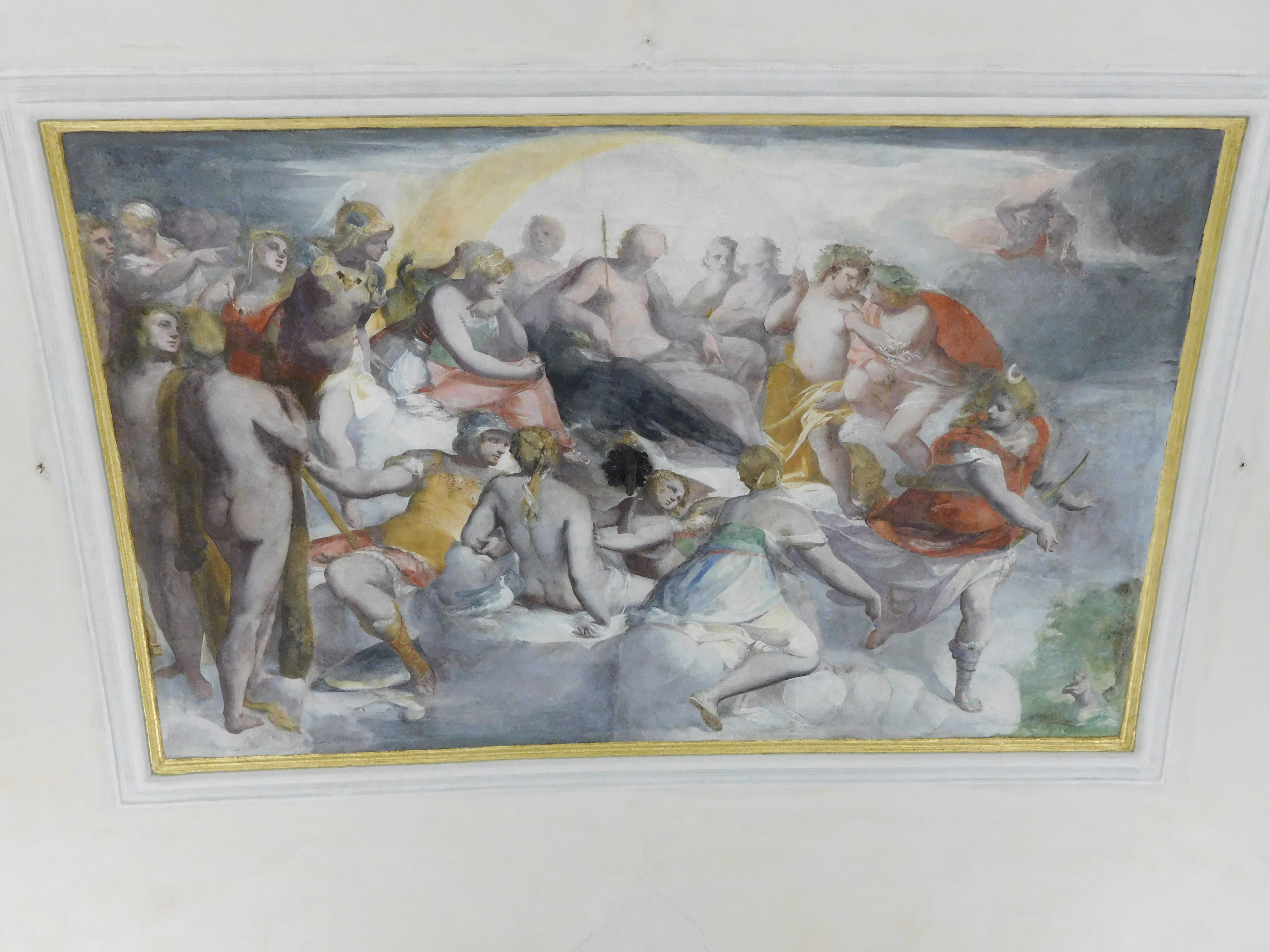
Luca Cambiaso, Nozze di Amore e Psiche
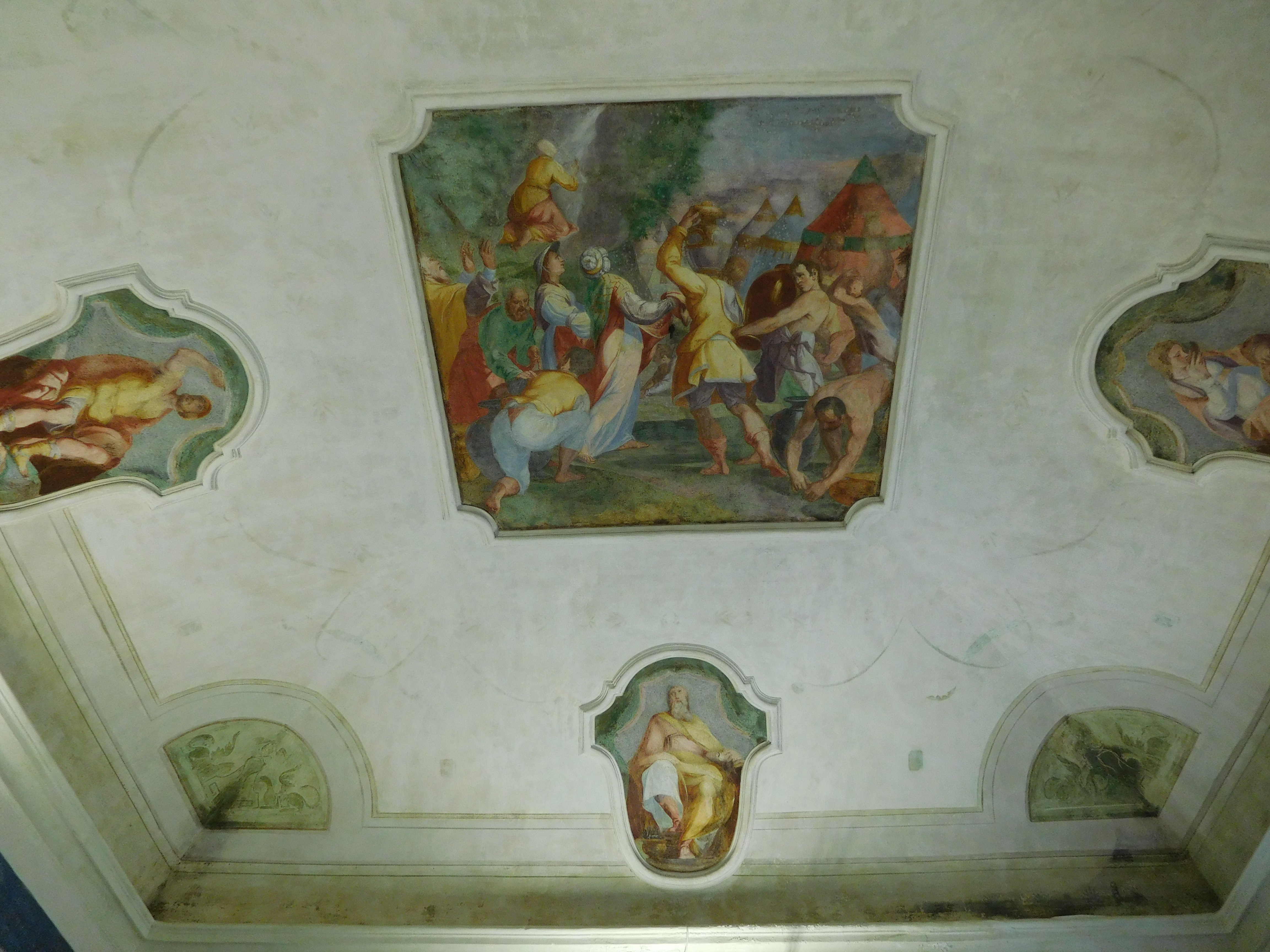
Lazzaro Tavarone, La raccolta della manna
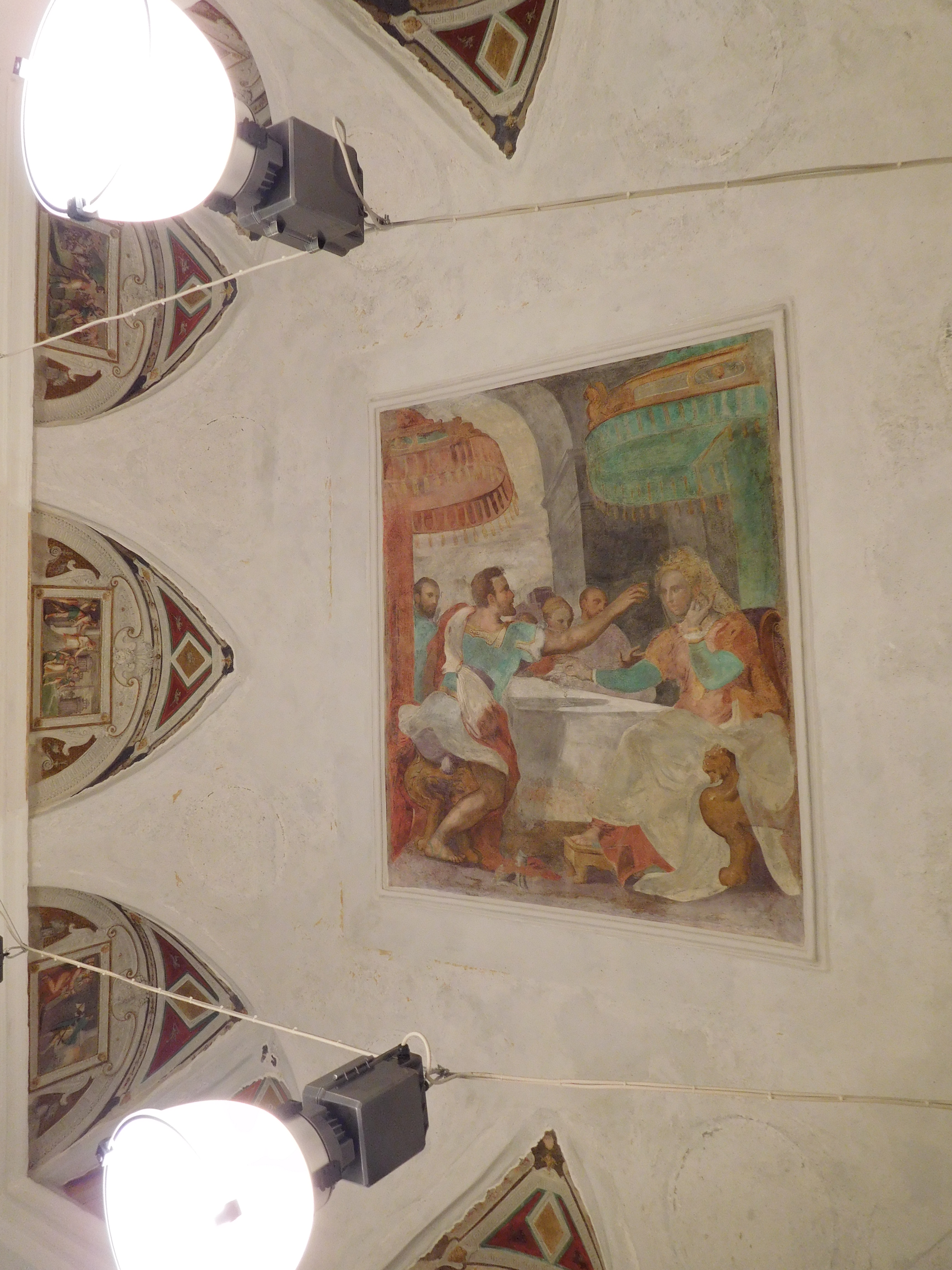
Luca Cambiaso, Storie di Marco Antonio